# Someone Saved My Life Tonight
"Someone Saved My Life Tonight" er en sang af Elton John fra albummet Captain Fantastic and the Brown Dirt Cowboy (1975).
Sangen blev udgivet som den eneste single fra albummet i juni 1975. Sangen er en af Johns længste singler med næsten syv minutter. Singlen nåede nummer fire på Billboard Hot 100 og Top 25 på UK Singles Chart. I Canada savnede sangen bliver sin niende single på førstepladsen og nåede nummer to på hitlisterne den 30. august 1975.
I USA blev sangen certificeret guld den 10. september 1975 af Recording Industry Association of America.

## Sporliste
Alle sange er skrevet af Elton John og Bernie Taupin.
1. "Someone Saved My Life Tonight" – 6:45
2. "House of Cards" – 3:12

## Hitlister
| Hitliste (1975)                     | Placering |
| ----------------------------------- | --------- |
| Australien (ARIA Charts)            | 54        |
| Canada (RPM Magazine)               | 2         |
| New Zealand (New Zealand Top 40)    | 13        |
| Storbritannien (UK Singles Chart)   | 22        |
| USA (Billboard Hot 100)             | 4         |
| USA (Hot Adult Contemporary Tracks) | 36        |
| USA (Cash Box Top 100)              | 1         |